# Il barone di Rocca Antica (Franchi-Anfossi)
Il barone di Rocca Antica è un intermezzo per musica a quattro voci in due atti dei compositori Carlo Franchi e Pasquale Anfossi su libretto di Giuseppe Petrosellini.

## Introduzione
Questo intermezzo venne rappresentato per la prima volta il 4 febbraio 1771 al Teatro Valle di Roma. Nonostante il lavoro sia effettivamente un'opera buffa fu denominato intermezzo per la limitatezza dei personaggi.
Il Barone segue il tipico stile estetico-formale della seconda metà della seconda metà del XVIII secolo.  La prima parte dell'opera fu composta da Franchi, mentre la seconda da Anfossi. Era infatti tipico dell'epoca che talvolta i lavori teatrali venissero messi in scena, non rispettando propriamente la filologia, usando le musica di più compositori. Nonostante questo, l'intermezzo presenta una unitarietà stilistica che fonde felicemente la musica dei due autori.
Il testo del libretto fu successivamente messo in musica da Antonio Salieri nel 1772 e Carl Ditters von Dittersdorf nel 1776.

## Trama
La trama è incentrata sul tentativo dei due protagonisti maschili, il barone Arsura e il suo fattore Giocondo, di rompere i rispettivi fidanzamenti con la ricca Beatrice e con la contadina Lenina. Il Barone desidera sposare Lisaura, Giocondo vuole girare il mondo.
Beatrice e Lenina si alleano cercando con alcuni stratagemmi (dapprima Beatrice si finge fattucchiera, poi cercano di intimorire il Barone e Giocondo con minacce di morte) di convincere i due uomini a tornare sui loro passi.
Poiché questi tentativi non hanno effetto, Beatrice si presenta al Barone nelle vesti di Lisaura, riuscendo con l'inganno a farlo pentire di voler mancare alla precedente promessa di matrimonio.
Svelato il trucco, il Barone acconsente alle nozze con Beatrice. Anche Giocondo e Lenina si sposeranno, e partiranno per il mondo secondo il desiderio del fattore.

## Struttura dell'opera

### Parte prima
- Sinfonia
- Introduzione - È padrona la contessa di venire (Barone, Giocondo, Lenina)
- Cavatina - Ci ho i Reali di Francia (Giocondo)
- Aria - Perché lasciare la sua Lenina (Lenina)
- Scena - È padrona la contessa (Barone)
- Aria - Rondinella pellegrina (Beatrice)
- Scena - Ragazza voi siete amorosa (Beatrice, Lenina, Giocondo, Barone)
- Aria - Ho due pupille languide (Barone)
- Aria - Ecco il mare, oh! quanto è bello (Giocondo)
- Aria - Tenera fanciulletta (Beatrice)
- Finale primo - Non è cosa naturale (Barone, Giocondo, Beatrice, Lenina)

### Parte seconda
- Introduzione - Tremo ancor, ancor m'arresto (Barone, Giocondo, Lenina)
- Cavatina - Bella vita è la campagna (Lenina)
- Cavatina - Dirai... no, aspetta (Barone)
- Arietta - Più non son la zingarella (Beatrice)
- Aria - Voi siete il caro bene (Barone)
- Aria - Brutta cosa ch'è la moglie (Giocondo)
- Aria - Dimmi amore ov'è il mio sposo (Beatrice)
- Aria - Vorrei dirvi... non gridate (Lenina)
- Duetto - Da quest'istante o Cara (Barone, Beatrice)
- Finale secondo - Barbaro, in questo stato (Lenina, Giocondo, Beatrice, Barone)

## Discografia
| Anno | Cast (il Barone Arsura, Beatrice, Giocondo, Lenina)                | Direttore          | Etichetta   |
| ---- | ------------------------------------------------------------------ | ------------------ | ----------- |
| 1988 | Ugo Benelli, Milena Josipovich, Giorgio Gatti, Bernadette Lucarini | Gabriele Catalucci | Bongiovanni |